# ARTnews
ARTnews è una rivista di arti con sede a New York, fondata da James Clarence Hyde nel 1902 come di Hyde Art Weekly News. Esso viene pubblicato 11 volte all'anno.
ARTnews copre l'arte dall'antichità ai tempi post-moderno. Esso comprende dispacci dei corrispondenti, rapporti investigativi, recensioni di mostre, e profili di artisti e collezionisti. Il redattore ed editore è Esterow Milton, un ex giornalista del New York Times e assistente del caporedattore culturale. Alcuni dei critici e corrispondenti includono: Arthur Danto, Linda Yablonsky, Barbara Pollock, Hilarie Fogli, Robert Storr, Doug McClemont e Glenn D. Lowry.

## Premi
ARTnews ha vinto 43 premi negli ultimi tre decenni, tra cui il premio George Polk, il National Magazine Award for General Excellence, il National Headliner Award, e il National Arts Club Distinguished Citation for Merit. ARTnews è stato citato in occasione di altri media.